# Треллис-модуляция
Треллис-модуляция (кодированная модуляция или решётчатая кодированная модуляция, TCM -англ. trellis coded modulation) — метод совместного кодирования и манипуляции, при котором улучшается спектральная эффективность сигнала по сравнению с раздельным способом.

## Описание
Треллис-модуляция, или решётчатое кодирование - техника группового кодирования, применяемая в высокоскоростных модемах для модуляции несущей. Ценой сравнительно небольшой избыточности — добавлением треллис-бита — повышается помехоустойчивость передачи. На принимающем модеме для анализа поступающих последовательностей битов используется специальный декодер, так называемый декодер Витерби. Этот способ модуляции обеспечивает скорость передачи данных до 9600 бит/с и более по стандартному каналу тональной частоты с полосой пропускания 300—3400 Гц.

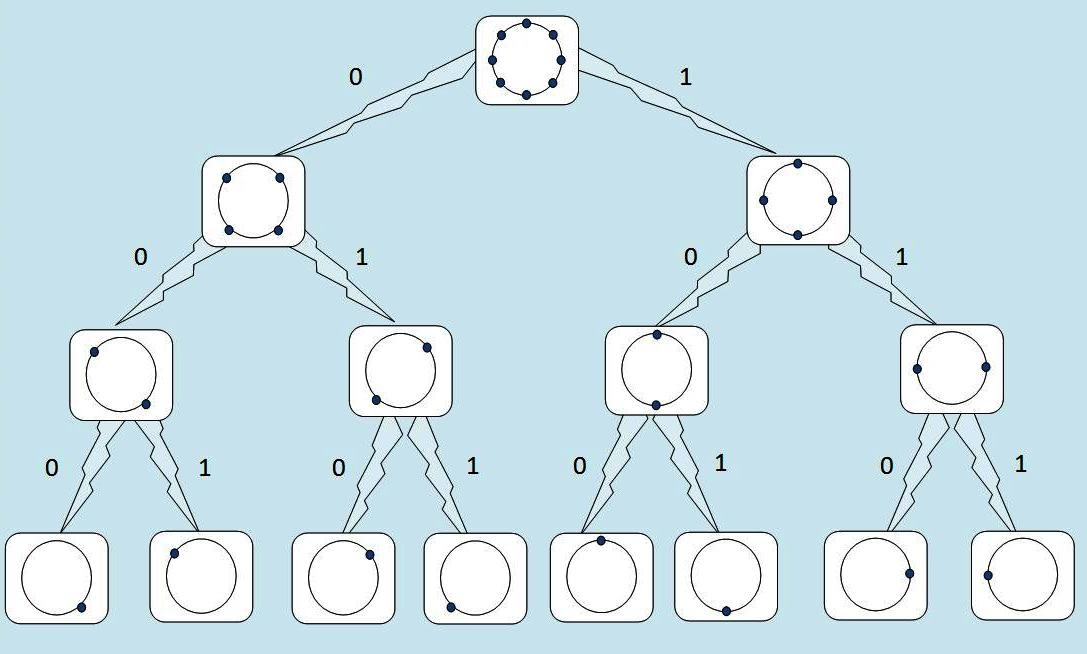
Разделение 8-фазового созвездия для решётчатой кодированной модуляции

При использовании блочного или свёрточного кодирования помехоустойчивость радиосвязи повышается за счёт расширения полосы частоты и усложнения радиоаппаратуры без повышения отношения сигнал/шум (ОСШ). Для сохранения помехоустойчивости при том же значении ОСШ, уменьшить используемую полосу частот и упростить радиоаппаратуру можно с помощью применения треллис-модуляции (TCM), которая впервые была разработана в 1982 году Унгербоком. В основе TCM лежит совместный процесс кодирования и модуляции. 

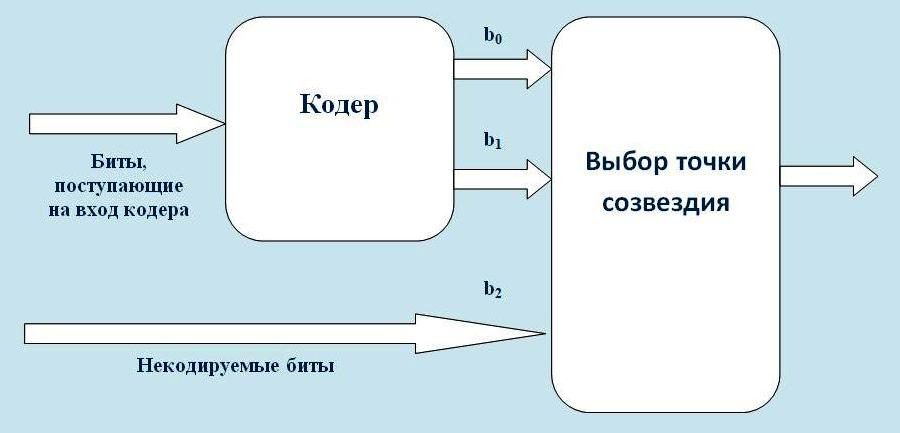
TCM-модулятор

В качестве примера  рассмотрим комбинированный кодер/модулятор, общая структура которого показана на рисунке. Бит b0 позволяет выбрать одно из двух созвездий, которые получились при первом разделении. Далее выбор определяется в зависимости от бит b1 и b2.